# رافع سلامة
رافع سلامة كان مقاومًا فلسطينيًا ضد الاحتلال الإسرائيلي، ومسؤول لواء خان يونس في كتائب القسام، الجناح العسكري لحركة حماس. قُتل على يد الجيش الإسرائيلي في غارة جوية على مخيم المواصي للنازحين في 13 يوليو 2024، أثناء الحرب الفلسطينية الإسرائيلية.

## نشأته
نشأ سلامة في أسرة لها العديد من القتلى على يد الجيش الإسرائيلي، ومنهم والدته التي قُتلت أثناء اقتحام الجيش الإسرائيلي لبيت العائلة. كما أن خاله هو جواد أبو شمالة أحد الأعضاء المهمين في حركة حماس، وأحد المقربين من قائد حركة حماس السابق يحيى السنوار.

## مسيرته العسكرية
عمل سلامة في مدرسة الحوراني التابعة للأمم المتحدة في مخيم خان يونس. إلا أنه قرر التفرغ للعمل في كتائب القسام. اتهمته إسرائيل للتخطيط لعملية استهداف ضباط جهاز الأمن الداخلي "الشاباك" في موقع أروحان العسكري في قطاع غزة سنة 2005. كما شارك رافع سلامة في عملية اختطاف الجندي الإسرائيلي جلعاد شاليط سنة 2006. وشارك في عملية صيد الأفاعي 3 والتي سميت باسم "أحمد أبو طاحون" سنة 2007، وقد استهدفت أحد قوات الجيش في معبر صوفا شرق رفح. وأخيرًا شارك في عملية طوفان الأقصى في 7 أكتوبر 2023.
خلال عمله مع المقاومة الفلسطينية تعرض لعدة محاولات اغتيال من الجيش الإسرائيلي، حيثُ تعرض منزله للقصف سنة 2021. وأوكل له قيادة مركز القتال المركزي جنوب قطاع غزة، قبل اغتياله سنة 2024 أثناء الحرب الإسرائيلية على غزة.
أعلنت كتائب القسام عبر بيان عسكري أشار فيه الناطق العسكري لكتائب القسام أبو عبيدة عن استشهاده إلى جانب كلاً من مروان عيسى، رائد ثابت، غازي أبو طماعة.